# Léo (football, 1975)
Pour les articles homonymes, voir Léo.
Leonardo Lourenço Bastos, surnommé Léo, est un footballeur brésilien né le 6 juillet 1975 à Rio de Janeiro (Brésil). Il joue au poste de latéral gauche.
Le 5 mai 2007, Léo prolonge son contrat de 2 ans avec le Benfica jusqu'en 2009.
En janvier 2009, il résilie son contrat pour des raisons familiales.

## Carrière
| Période   | Club                         | Pays     | Matchs/Buts       |
| 1996-1997 | Americano FC (Campos dos GC) | Brésil   | 0 match/0 but     |
| 1997-1999 | União São João               | Brésil   | 0 match/0 but     |
| 1999-2000 | SE Palmeiras                 | Brésil   | 0 match/0 but     |
| 2000-2005 | Santos FC                    | Brésil   | 149 matchs/9 buts |
| 2005-2008 | Benfica                      | Portugal | 80 matchs/1 but   |
| 2008-     | Santos FC                    | Brésil   |                   |

### En équipe nationale
Il a huit sélections avec l’équipe du Brésil.

## Palmarès
- Champion du Brésil en 2002 et 2004 avec Santos FC
- Coupe des confédérations en 2005 avec l’équipe du Brésil
- 1 but pour 23 matchs de C1

## Distinction
- « Ballon d'argent brésilien » en 2001, 2003, 2004